# Tribes 2
Tribes 2 es un videojuego multijugador de disparos en primera persona desarrollado por Dynamix y publicado por Sierra On-Line en 2001 como secuela de Starsiege: Tribes.

## Entorno
Ambientado en el año 3941 del universo ficticio de Earthsiege, Tribes 2 permite al usuario jugar como soldado en una de varias facciones (denominadas tribus en el juego), tales como los Hijos del Fénix, el Águila de Sangre, la Espada de Diamante y el Lobo Estelar. Los jugadores también pueden elegir jugar con una raza rebelde de soldados/trabajadores creada por humanos llamada los BioDerm. Ninguna de las facciones difiere de la otra en puntos fuertes o débiles, pero cada una tiene un aspecto distintivo y una historia de fondo.

## Jugabilidad
Tribes 2 es un juego multijugador en línea diseñado para jugarse por Internet o LAN con hasta 128 jugadores (64 contra 64) o bots por partida, aunque se incluye un pequeño modo tutorial para un jugador. Se puede jugar tanto en primera como en tercera persona. Cada partida se desarrolla en un mapa temático de Earthsiege. El motor de Tribes 2, una versión temprana del Torque Game Engine, es capaz de crear mapas tanto interiores como exteriores, con amplias zonas de juego. El jugador puede desplazarse por el mapa a pie, con un jet pack o en diversos vehículos terrestres y aéreos como piloto, copiloto o pasajero.
Cada partida se juega según uno de los modos de juego posibles que dictarán las reglas de la partida. Estos modos incluyen Captura la bandera, deathmatch, Conejo, Arena, Cazadores, Asedio, Guantelete y Recompensa. Los jugadores son libres de elegir su propio papel y podrán desplegar varias armas, vehículos y emplazamientos. Muchos de estos elementos pueden dejarse desatendidos para que funcionen automáticamente, o se podrán controlar. Cada jugador también puede elegir entre tres tipos de armadura (débil y rápida, fuerte y lenta, o mediana), y una carga de armas y equipamiento, que puede reconfigurarse en cualquier momento durante una partida.
La gran variedad de equipo y objetos desplegables da lugar a muchas oportunidades de juego y tácticas creativas, desde el combate puro al sigilo. La jugabilidad de Tribes 2 hace un uso extensivo del vuelo propulsado por mochilas propulsoras añadiendo un notable elemento vertical al combate, además de una acción de esquí para deslizarse por pendientes. El estilo de juego puede variar drásticamente de un jugador a otro, y de un momento a otro, pero la jugabilidad de Tribes 2 puede generalizarse como un combate tridimensional de ritmo rápido en una amplia zona de juego. El combate jugador contra jugador es un elemento central de la jugabilidad de Tribes 2, incluso en los modos por equipos.

## Desarrollo y distribución
Tribes 2 fue desarrollado por Dynamix como secuela de Starsiege: Tribes. Mötley Crüe grabó una canción para el juego que nunca se publicó con él.
El 2 de noviembre de 2008, Sierra/Vivendi desactivó los servidores de autenticación necesarios para el modo multijugador en línea y retiró todo apoyo oficial a la franquicia Tribes.
A principios de 2009, un proyecto de una comunidad de fans proporcionó un parche no oficial y un servidor de reemplazo que restauró la funcionalidad multijugador en línea.
El motor de juego Torque 3D, en el que se basa Tribes 2, fue liberado por GarageGames bajo la licencia MIT el 20 de septiembre de 2012. El código fuente de Tribes 2, sin contar el motor Torque, no fue liberado.
Distribuido por Sierra On-Line, salió a la venta para Microsoft Windows en Norteamérica el 29 de marzo de 2001, en Europa el 13 de abril de 2001 y en Japón el 22 de junio de 2001 (donde fue publicado por Capcom). El 19 de abril de 2001, Loki Entertainment publicó una versión para Linux.
El 20 de noviembre de 2002, Sierra lanzó una actualización para Tribes 2. Esta actualización contenía dos nuevos tipos de juego, nuevos mapas y actualizaciones para solucionar varios problemas. Sierra, que entonces formaba parte de Vivendi Universal Games, concedió la licencia de la franquicia a Irrational Games para una tercera entrega, Tribes: Vengeance, la cual se publicó en octubre de 2004.
En un esfuerzo por aumentar el interés en la próxima secuela, Sierra lanzó tanto el Starsiege: Tribes original como Tribes 2 como descarga gratuita el 4 de mayo de 2004.
En 2015, el juego fue lanzado como freeware por Hi-Rez Studios.

## Recepción
Tribes 2 recibió «críticas generalmente favorables» según el sitio web agregador de reseñas Metacritic. Kevin Rice de NextGen dijo que el juego «no es muy amigable para los novatos y los requisitos del sistema son estrictos, pero ... no hay nada tan increíblemente bueno para el caos multijugador por equipos». Human Tornado de GamePro dijo: «Los veteranos de Tribes querrán a Tribes 2, pero los novatos necesitarán algo de paciencia para disfrutar del juego».
El juego fue un éxito comercial. Sus ventas superaron las 200.000 unidades y no dejaron de aumentar tras el cierre de Dynamix en noviembre de 2001 de acuerdo con Dave Georgeson. Solo en Norteamérica, las ventas alcanzaron las 245.069 unidades a finales de 2001, según PC Data. Esto supuso unos ingresos de 9,7 millones de dólares. En agosto de 2006, Edge lo declaró el 70.º juego de computadora más vendido de Estados Unidos lanzado entre enero de 2000 y agosto de 2006. Las ventas combinadas de todos los juegos de ordenador de Tribes lanzados entre esas fechas alcanzaron las 480.000 unidades en EE. UU. en agosto de 2006.